# Dimensione

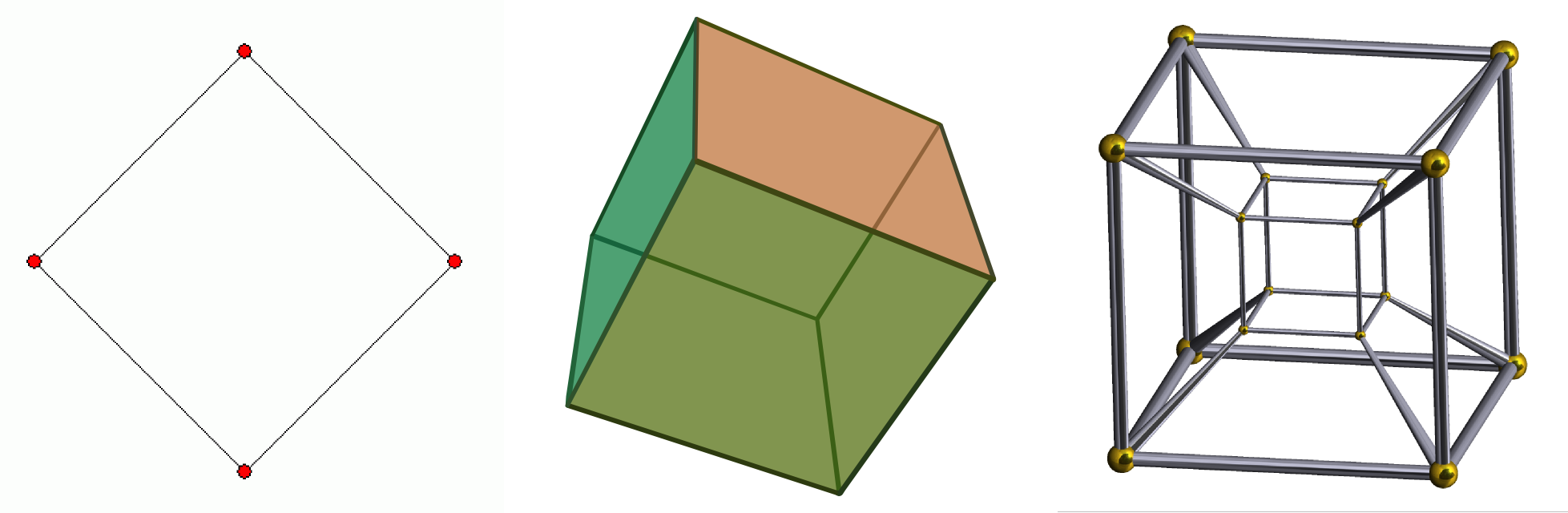
Da sinistra a destra, il quadrato è bidimensionale. "Trascinato" nella terza dimensione, forma un cubo, un oggetto tridimensionale. Analogamente, "trascinando" il cubo in una quarta dimensione si costruisce un ipercubo quadri-dimensionale o tesseratto: non è possibile disegnare un oggetto del genere, qui è rappresentata soltanto una sua proiezione, allo stesso modo in cui il cubo qui riportato è solo un'immagine bidimensionale del cubo visto in prospettiva.

La dimensione (dal latino dimensio, "misura") è, essenzialmente, il numero di gradi di libertà disponibili per il movimento di un punto materiale in uno spazio. Nell'uso comune, le dimensioni di un oggetto diventano le misure che ne definiscono la forma e la grandezza. Questo significato è collegato all'uso che se ne fa in questa voce, ma se ne discosta sotto diversi aspetti.

## Dimensioni fisiche
Lo spaziotempo in cui viviamo può essere interpretato dall'inizio del secolo scorso essere uno spazio di Hilbert almeno quadridimensionale. Convenzionalmente si separa alle distanze e velocità della nostra esperienza quotidiana in tre dimensioni spaziali e una dimensione temporale, con un totale di quattro dimensioni. Possiamo muoverci in alto o in basso, a nord o a sud, a est o a ovest, e i movimenti in ogni direzione possono essere espressi in termini di questi tre movimenti. Un movimento verso il basso è equivalente a un movimento verso l'alto di una quantità negativa. Un movimento a nord-ovest è semplicemente una combinazione di un movimento a nord e di un movimento a ovest.
Il tempo è spesso indicato come "quarta dimensione". È in qualche modo differente dalle tre dimensioni spaziali dal momento che ne esiste solo una, e il movimento sembra possibile solo in una direzione. Al livello macroscopico i processi fisici non sono simmetrici rispetto al tempo. Invece a livello subatomico (scala di Planck), quasi tutti i processi fisici sono simmetrici rispetto al tempo (cioè le equazioni usate per descrivere questi processi sono le stesse indipendentemente dalla direzione del tempo), benché questo non implichi che le particelle subatomiche possano muoversi indietro nel tempo.
Alcune teorie dell'ultimo mezzo secolo come la teoria delle stringhe ipotizzano che lo spazio in cui viviamo abbia molte più dimensioni (spesso 10, 11 o 26), ma che l'universo misurato lungo queste dimensioni aggiuntive abbia grandezza subatomica.

## Dimensioni matematiche
In matematica, non esiste una definizione di dimensione che comprenda adeguatamente tutte le situazioni in cui vorremmo farne uso. Di conseguenza, i matematici hanno ideato molte definizioni di dimensione per diversi tipi di spazio. Tutte, comunque, sono in definitiva basate sul concetto di dimensione di uno spazio vettoriale, come ad esempio uno spazio euclideo E n di dimensione n: un punto E 0 è uno spazio 0-dimensionale, una retta E 1 è 1-dimensionale, un piano E 2 è 2-dimensionale, in generale E n è n-dimensionale. 
Un tesseratto o ipercubo è un esempio di un oggetto quadridimensionale.
Come nota storica, si può ricordare che nella letteratura matematica del passato era assai utilizzato il termine iperspazio per designare spazi con più di 3 dimensioni.
Nel resto della voce esaminiamo alcune delle più importanti definizioni di dimensione matematica.

### Dimensione di Hamel
Per gli spazi vettoriali e gli spazi di Hilbert, la nozione naturale di dimensione  corrisponde formalmente alla cardinalità delle sue basi di Hamel. Una varietà differenziabile, topologica e connessa è localmente omeomorfa a uno spazio euclideo, quindi si può dimostrare che la sua dimensione è unicamente definita per ogni varietà differenziabile, topologica e connessa. La topologia algebrica è caratterizzata dal fatto che i casi in una o due dimensioni sono relativamente elementari, i casi con dimensioni elevate (n > 4) sono semplificati dal fatto di avere dimensioni aggiuntive in cui lavorare, e i casi con n = 3 e 4 sono in un certo senso i più difficili. Questo stato delle cose è stato sottolineato dalla congettura di Poincaré, dove sono utilizzati quattro differenti metodi di dimostrazione.

### Dimensione di Lebesgue
La dimensione di uno spazio topologico è generalizzata servendosi del concetto di Base di Schauder al più piccolo intero n tale per cui vale ogni ricoprimento aperto ha un raffinamento (un secondo ricoprimento nella quale ogni elemento è un sottoinsieme di un elemento del primo) in cui nessun punto è incluso in più di n + 1 elementi. Per le varietà differenziabili, coincide con la dimensione di Hamel. Se non esiste n, allora la dimensione è infinita.

### Dimensione di Hausdorff
La dimensione degli spazi metrici come i frattali è l'estremo inferiore di tutti gli h > 0 tali che, per ogni δ > 0, E può essere coperto da una quantità numerabile di insiemi chiusi di diametro ≤ δ, e la somma di tutte le potenze s-esime di questi diametri è minore o uguale ad h. Diversamente dalle precedenti può avere valori non interi.

### Dimensione di Krull
La dimensione di un anello commutativo è definita come il massimo numero di inclusioni strette in una catena crescente di ideali primi nell'anello.